# Miles Whitney Straight
Майлз Вітні Стрейт (англ. Miles Whitney Straight) — британський одномоторний літак розробки компанії Miles Aircraft. Літак створювався для авіаційних спортивних клубів, а під час Другої світової війни використовувався як літак зв'язку для перевезення вищого офіцерського складу.

## Історія

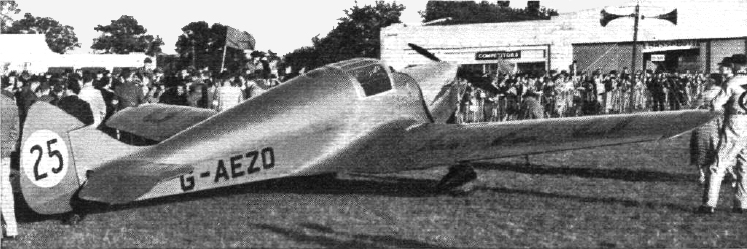
M.11A Whitney Straight (G-AEZO) після завершення перегонів, 11 вересня 1937 року.

На початку 1930-их років молодий і багатий авіатор і гонщик Вітні Стрейт запропонував Фредеріку Майлзу створити новий легкий літак для авіаційних клубів. Це мав бути моноплан з закритою кабіною з двома місцями поруч один одного. Така кабіна мала пропонувати більший комфорт пілотам.
В результаті виник проєкт M.11 з власною назвою Whitney Straight і прототип здійнявся в повітря 14 травня 1936 року. Це був успішний літак, який відразу запропонували в серійне виробництво з невеликими змінами до шасі і вікон, при цьому за невисокою ціною в 985 фунтів стерлінгів.
За два роки виготовилось 50 літаків, більшість з яких надійшли в цивільне користування. Другий серійний літак використовувався як тестова платформа для двигуна Villiers Maya, прототип переобладнувався двигуном Menasco Pirate, а ще один літак мав двигун De Havilland Gipsy Major II з пропелером змінного кроку. Також на Whitney Straight тестувались закрилки і елерони для майбутніх літаків компанії Miles M.18, Miles Gemini і Miles Messenger.
Хоча жоден літак не був куплений армією, з початком війни Королівські ВПС забрали 23 літаки (21 в Британії, 2 в Індії), а ще три забрали Повітряні сили Нової Зеландії.

## Тактико-технічні характеристики
Дані з Consice Guide to British Aircraft of World War II

### Технічні характеристики
- Екіпаж: 2 особи
- Довжина: 7,62 м
- Висота: 1,98 м
- Розмах крила: 10,87 м
- Площа крила: 17,37 м²
- Маса порожнього: 578 кг
- Максимальна злітна маса: 860 кг
- Двигун: De Havilland Gipsy Major
- Потужність: 130 к. с. (97 кВт.)

### Льотні характеристики
- Максимальна швидкість: 233 км/год
- Дальність польоту: 917 км